# Kobayashi Yuki (cầu thủ bóng đá, sinh 1988)
Kobayashi Yuki (小林 裕紀 Kobayashi Yūki, sinh ngày 18 tháng 10 năm 1988) là một cầu thủ bóng đá người Nhật Bản thi đấu ở vị trí tiền vệ phòng ngự cho Nagoya Grampus.

## Thống kê câu lạc bộ
Cập nhật đến ngày 23 tháng 2 năm 2018.
| Thành tích câu lạc bộ | Thành tích câu lạc bộ | Thành tích câu lạc bộ | Giải vô địch | Giải vô địch | Cúp                   | Cúp                   | Cúp Liên đoàn | Cúp Liên đoàn | Khác    | Khác      | Tổng cộng | Tổng cộng |
| Mùa giải              | Câu lạc bộ            | Giải vô địch          | Số trận      | Bàn thắng    | Số trận               | Bàn thắng             | Số trận       | Bàn thắng     | Số trận | Bàn thắng | Số trận   | Bàn thắng |
| Nhật Bản              | Nhật Bản              | Nhật Bản              | Giải vô địch | Giải vô địch | Cúp Hoàng đế Nhật Bản | Cúp Hoàng đế Nhật Bản | J. League Cup | J. League Cup | Khác1   | Khác1     | Tổng cộng | Tổng cộng |
| --------------------- | --------------------- | --------------------- | ------------ | ------------ | --------------------- | --------------------- | ------------- | ------------- | ------- | --------- | --------- | --------- |
| 2011                  | Júbilo Iwata          | J1 League             | 33           | 0            | 2                     | 0                     | 4             | 1             | 1       | 0         | 40        | 1         |
| 2012                  | Júbilo Iwata          | J1 League             | 32           | 2            | 2                     | 0                     | 3             | 0             | –       | –         | 37        | 2         |
| 2013                  | Júbilo Iwata          | J1 League             | 31           | 1            | 1                     | 0                     | 5             | 0             | –       | –         | 37        | 1         |
| 2014                  | Albirex Niigata       | J1 League             | 25           | 0            | 2                     | 0                     | 3             | 0             | –       | –         | 30        | 0         |
| 2015                  | Albirex Niigata       | J1 League             | 21           | 0            | 1                     | 0                     | 6             | 0             | –       | –         | 28        | 0         |
| 2016                  | Albirex Niigata       | J1 League             | 29           | 0            | 2                     | 0                     | 5             | 0             | –       | –         | 36        | 0         |
| 2017                  | Nagoya Grampus        | J2 League             | 26           | 1            | 2                     | 0                     | –             | –             | 2       | 0         | 30        | 1         |
| Tổng                  | Tổng                  | Tổng                  | 197          | 4            | 12                    | 0                     | 26            | 1             | 3       | 0         | 238       | 5         |

1Bao gồm Giải bóng đá vô địch Suruga Bank and J2 Play-offs.